# Harry Morton Fitzpatrick
Harry Morton Fitzpatrick ( * 1886 -1949) fue un botánico y micólogo estadounidense.
Realizó toda su carrera científica en la Cornell University: obtuvo las titulaciomnes de A.B. en 1909 y del doctorado en 1913, conferencista visitante en Botánica de 1920 a 1921, y fue profesor de Micología; entrenó a los distinguidos micólogos Clark Thomas Rogerson y Richard P. Korf.

## Algunas publicaciones
- 1918. The life history and parasitism of Eocronartium muscicola. Phytopathology 8:5 pp. 197-218
- 1919. Rostronitschkia, a new genus of pyrenomycetes. Mycologia 11: 163-167, 1 plnch.
- 1920. Monograph of the Coryneliaceae. Mycologia 12: 206-237, 239-267, 7 plnchs.
- 1923. Monograph of the Nitschkieae. Mycologia 15: 23-44, 7 plnchs.
- 1923. Monograph of the Nitschkieae. Mycologia 15: 23-67, 7 plnchs.
- 1923. Monograph of the Nitschkieae. Mycologia 15 (2): 45-67
- 1923. Generic concepts in the Pythiaceae and Blastocladiaceae. Mycologia 15: 166-173
- 1924. The genus Fracchiaea. Mycologia 16:3 pp. 101-114
- 1927. A mycological survey of Puerto Rico and the Virgin Island (revisión). Mycologia 19: 144-149.
- 1930. The Lower Fungi. Phycomycetes. 331 pp. RU, Londres; McGraw Hill Publ. Co. Ltd.
- 1930. Monograph of the Coryneliaceae. Mycologia 12 pp. 206-267
- 1930. Sinden, J W; H M Fitzpatrick. A new Trichoglossum. Mycologia 22:2 pp. 55-61
- 1942. Revisionary studies in the Coryneliaceae. Mycologia 34 (4): 464-488
- 1942. Revisionary studies in the Coryneliaceae. II. The genus Caliciopsis. Mycologia 34 (5): 489-514
- 1943. Icones pictae specierum rariorum fungorum. Mycologia 35: 256-257
- 1951. Notes on Corynelia oreophila (Speg.) Starb. & closely related species. Mycologia 43: 437-444, 11 figs.

- La abreviatura «Fitzp.» se emplea para indicar a Harry Morton Fitzpatrick como autoridad en la descripción y clasificación científica de los vegetales.[1]